# المرأة والوردة (رواية)
المرأة والوردة هي رواية للكاتب الروائي محمد زفزاف صدرت عام 1972، في الدار المتحدة للنشر في بيروت. تمّ  تصنيفها ضمن أفضل مائة رواية عربيّة حتّى نهاية القرن العشرين.
تُعتبر رواية المرأة والوردة من أعرق روايات محمد زفزاف وأولى رواياته وذلك لأنّها امتثلت مسارات بالغة الأهميّة في أعقاب تألّق الرواية المغربيّة الحديثة.

## أحداث الرواية
أثارت روايةُ المرأة والوردة الجدل وسط النّقاد حيث ناقشَ فيها كاتبها عدّة مواضيع مثل: الجنس، النفس والآخر. تتكلّمُ أحداث الرواية تحديدًا عن محمد زفزاف الذي أهلكه الفقر، ولذلك قام بالهجرة إلى إسبانيا هروبًا من البطالة والهزل الذي يعمّ بلاده. وجد زفزاف أن قراءة ومطالعة الكتب لا تطعمه الخبز، وكان يعتقد بأنّ الهجرة إلى بلاد الغرب ستحسّن حاله ويتملّص من حياة الفقر والجوع.
بدأ رحلة البحث عن الخبز، ولكن يكون كغيره من الشبان العرب مشته إلى حياة مختلفة بعيدة عن الهموم وهذا ماجعله في «طوريمولينوس» يتسكّع في عوالم الجنس، والخمر، والشذوذ، والعبث واللامبالاة ويظهر أنّ محمّدا كان مهيئا لهذا النمط من الحياة العابثة.
يبدو أنّ البطل يبرز شيئا واحدا وهو أنّ الشاب العربيّ المهاجر يعيش في أوروبا من أجل إنعاش رغبته الجامحة، متحررا من أغلال الكبت التي تقيّده وسط مجتمعه العربي، إنّها جهالة استكشاف الذات والجسد يخفيها مجتمع تطوّقه مبادئ الدين والأعراف والتقاليد، لذلك بمجرد وصوله إلى بلاد الغرب يتخذّ من العبث واللامبالاة نمط عيش، ولكن رغم هذا العبث واللامبالاة والحريّة المطلقة التي يعيشها في مجتمع أوروبي منفتح، إلا أنّ الشاب العربي المهاجر يظل مقهورا تحت أجهاد الغربة، وهذه الغربة القاتلة كانت من المواضيع التي طرحها زفزاف في «المرأة والوردة».

## عنوان الرواية
رواية المرأة والوردة  عنوان مركب من كلمتين، ربما لأنّ زفزاف جعل المراة في هذه الرواية هي محط الاهتمام كما ذكرَ بعض النقاد. أخذ الكاتب في هذه الرواية المكوّنة من 156 صفحة القراء إلى عوالم أخرى وعرّفهم أيضا بمعاناة المجتمع العربيّ. سردت الرواية في صفحاتها سيرة ذاتية للكاتب كاشفة عن اهتمامه في العوالم الدنيا بالمهمّشين والمقهورين اجتماعيًا ونفسيًا وفكريًا في المجتمع المغربي.

## نقد الرواية
تناول الدارسون في هذا الكتاب التذكاري جوانب مختلفة، وأبعادا متباينة، فتوقف إدريس الناقوري – وهو باحث جامعي وناقد – إزاء التجربة القصصيّة لمحمد زفزاف مؤكدا أن هذه التجربة تتطلب إعادة النظر، سواء من حيث التحليل النقدي التطبيقي، أو من حيث الوقوف على ما فيها من مفاهيم شخصية، والحبكة، والوقائع، مما هو قريب أو بعيد من فكرة التجنيس، ومن نظرية التلقي".
أما دراسة محمد أنقار – وهو روائيّ وباحث جامعيّ –  لرواية المرأة والوردة فقد قال «أنّها رواية تتضمن لحظة تنوير، كما لو كانت تفريجًا عن عقدة ذاتية مفترضة، تجتمع فيها، وتتفاعل، كل الاختلافات، وكل التشابهات، وكل التطابقات».
تناول نور الدين درموش عددًا من رواياته، كـ «الحي الخلفي»، و«الأفعى والبحر»، علاوة على روايته المبكّرة «المرأة والوردة» وتمثّل رواياته هذه – بحسبِ نور الدين – لحظة التقاء بين الرواية المغربية والرواية العربية، إلى جانب التقائها بالرواية العالميّة أيضا، نتيجة الانفتاح الذي نهجه المثقّفون، والمبدعون المغاربة، مما طبع الروايات الصادرة في سبعينات القرن الماضي بطابع التحرّر من التقاليد، والتفلّت من منظومة الثقافة والأخلاق كما يُؤكّد درموش.
َكتبَ مصطفى جباري وهو باحث جامعي دراسة طويلة حول ما أسماها جماليات التشكيل القصصي لدى زفزاف حيثُ وضَّح فيها أنَّ «ثمة خيطا فنيًا ينتظم نصوص الكاتب محمد زفزاف، وهذا الخيط الفني يشمل الشخوص، والأماكن، واللغة، والأحداث، مما يترك بصمة له خاصة تميزه على غيره من كتاب المغرب، وتجعل من توجُّهه القصصي توجها أدبيا فريدا، قائما بذاته، على مستويات عدة، أبرزها: المستوى الجمالي لآثاره السرديّة، إن كانت من القصص القصيرة، أو الروايات».
وأعدتها هجيرة خالدي ومليكة بن بؤزة عينة للرواية المهاجرة التي استطاعت استيعاب هامش الذات وطرحه، وأن تجاوز - بالمسكوت عنه - من مرحلة الصمت إلى مرحلة الكشف والمواجهة مقابل المركز

## انتشار الرواية
حققت رواية «المرأة والوردة» تراكما نقديا حولها، حيث إنه بمجرد صدورها في أواخر السبعينات خصَّها النقد الأدبي في المغرب بالقراءة والتحليل، لتحقّق تراكمًا نقديًا ساهمَ فيه مجموعة من الأسماء من الجيل الأول من النقاد ومن الأجيال التالية. كما تباينت بصدد الرواية نفسها المنظورات النقدية من ناقد لآخر وأحيانًا لدى الناقد نفسه، خصوصًا أن هذه الرواية تطرح من الأسئلة والموضوعات ما يُغري النقد الأدبي آنذاك لأجل تجريب المناهج وتوظيف المفاهيم والمقولات النقديّة، وتحديداً ما يهم منها موضوعات «الجنس» و«الذات» و«الهوية» و«الآخر».